# Деухана
Деухана — озеро на юге Бухарской области Узбекистана в понижении Деухана. Заполняется остаточным стоком реки Кашкадарьи (50-60 млн м³ в год), состоящим практически полностью из коллекторно-дренажных вод орошаемых массивов Кашкадарьинской области Узбекистана. Отметка уровня воды 250 м, объём воды в озере 250 млн м³, площадь водного зеркала 23 км². Объём испарения 35 млн м³ в год